# 13014 Hasslacher
13014 Hasslacher este un asteroid din centura principală de asteroizi.

## Descriere
13014 Hasslacher este un asteroid din centura principală de asteroizi. A fost descoperit pe 17 noiembrie 1987 la Stația Anderson Mesa de Richard Binzel. Asteroidul prezintă o orbită caracterizată de o semiaxă mare de 3,15 ua, o excentricitate de 0,13 și o înclinație de 7,1° în raport cu ecliptica.